# La Blanquilla
La Blanquilla, Isla La Blanquilla – wyspa w grupie Wysp Zawietrznych, w archipelagu Małych Antyli na Morzu Karaibskim, należąca do dependencji federalnych Wenezueli. Najwyższe wzniesienie osiąga wysokość 30 m n.p.m. La Blanquilla leży  odległości 90 km na północ od wschodniego krańca wyspy Margarita. Wyspa nie ma stałych mieszkańców, istnieje na niej baza wojskowa użytkowana przez wenezuelską marynarkę wojenną.